# XDefiant
XDefiant (precedentemente noto come Tom Clancy's XDefiant) è stato un videogioco sparatutto in prima persona free-to-play sviluppato da Ubisoft San Francisco e pubblicato da Ubisoft.
XDefiant è stato pubblicato su PlayStation 5, Windows e Xbox Series X/S il 21 maggio 2024. Su PC il gioco è stato distribuito su Ubisoft Connect e Epic Games Store
Il 4 dicembre 2024, Ubisoft ha annunciato che XDefiant sarebbe stato chiuso. La chiusura dei server è avvenuta il 3 giugno 2025.

## Modalità di gioco
Il gioco si manifesta attraverso l'utilizzo di fazioni provenienti da altri giochi Ubisoft, chiamate "Defiant", tra cui: Fantasmi (da Ghost Recon), Echelon (da Splinter Cell), Pulitori (da The Division ), Libertad (da Far Cry ) e DedSec (da Watch Dogs ). Ogni personaggio è personalizzabile con abilità, armi e dispositivi. Ha modalità di gioco in cui 12 giocatori si scontrano divisi in due squadre composte da 6 contro 6 e una variante classificata che riduce il numero dei giocatori a 8 in uno scontro 4 contro 4. Mappe e location riprendono scenari derivati dai loro titoli più conosciuti.

## Sviluppo
Annunciato ufficialmente da Ubisoft nel luglio 2021 ha fatto seguito un test Insider a numero chiuso con una versione pre-alpha di XDefiant che si svolse in Nord America nel 2021. Un secondo test Insider si svolse nel febbraio 2023. Un beta test a numero chiuso iniziò il 13 aprile e si concluse il 23 aprile. Nel marzo 2022, il gioco fu rinominato come parte del marchio Ubisoft Originals, eliminando il titolo dell'universo di Tom Clancy e prevedendo l'introduzione di personaggi di altre saghe Ubisoft.
Il 17 aprile 2023, poco dopo il lancio della beta chiusa del gioco, XDefiant è diventato uno dei giochi più seguiti sulla piattaforma di streaming Twitch, guadagnando circa 50.000 spettatori e superando di popolarità Warzone 2.0 e Modern Warfare II messi assieme.
Durante la presentazione di Ubisoft Forward il 12 giugno 2023, Ubisoft annunciò una open session, iniziata il 20 giugno per i partecipanti al beta test chiuso e il 21 giugno per tutti i giocatori; terminò il 23 giugno. Una sessione di test pubblica esclusiva per PC iniziò il 28 settembre e terminò il 29 settembre. Ubisoft aveva pianificato l'uscita del gioco da inizio a metà ottobre. La roadmap dell'Anno 1 include quattro Stagioni con 12 nuove armi, mappe, bilanciamento e l'introduzione di 4 personaggi. Dopo che durante la open session sono "emerse alcune incongruenze nell'esperienza di gioco", il direttore Mark Rubin annunciò che la pubblicazione di XDefiant fosse indefinitamente posticipata.

## Pubblicazione
XDefiant è stato pubblicato il 21 maggio 2024.  Al momento del lancio il gioco presentava problemi con il server.

## Accoglienza
Kotaku ha confrontato il ritmo di gioco e equipaggiamenti della Open Session Beta con Call of Duty: Black Ops II.

## Chiusura dei Server
Ubisoft ha annunciato la chiusura dei server il 3 Giugno 2025.                                                                                                          Inoltre ha scritto un messaggio di Ringraziamento a tutti i giocatori che hanno partecipato al titolo:
"Cari giocatori,
Vi ringraziamo per la vostra incredibile dedizione e supporto a XDEFIANT. Siamo spiacenti di informarvi che oggi, 3 dicembre 2024, avvieremo il processo di dismissione. Di conseguenza, non sarà più possibile effettuare nuovi download, registrazioni di giocatori e acquisti. La Stagione 3 verrà comunque lanciata, quindi restate sintonizzati per ulteriori aggiornamenti. I server rimarranno attivi e il gioco sarà completamente giocabile fino al 3 giugno 2025."